# Liste stillgelegter Kraftwerke in Deutschland
Diese Liste bietet eine Übersicht stillgelegter Kraftwerke und – soweit bekannt – ihrer jeweiligen Nennleistung.

## Fossil-thermische Kraftwerke

### Steinkohle
| Kraftwerk                                                 | Leistung in MW                       | Standort                                    | Betriebszeit                                | Betreiber                                                                                             | Bemerkungen |
| --------------------------------------------------------- | ------------------------------------ | ------------------------------------------- | ------------------------------------------- | --- | --- |
| Heizkraftwerk Rothensee                                   | 4 × 25, 1 × 3                        | Magdeburg-Rothensee                         | 1934–199?                                   | | 1945: 2 × 25 MW und 1 × 3 MW als Reparation demontiert, 197?: teilweise auf Erdgas umgestellt, 199?: Abriss für Müllverbrennung |
| Bahnkraftwerk Mittelsteine                                | 32                                   | Mittelsteine, Niederschlesien (heute Polen) | 1914–1945                                   | Königreich Preußen, nach 1920: Deutsche Reichsbahn                                                    | Bahnstrom-Kraftwerk für die niederschlesischen Gebirgsstrecken                                                                  |
| BASF-Kraftwerk Marl                                       |                                      | Marl                                        | 196?–1989                                   | | erstes Kraftwerk mit 300-Meter-Kamin in Deutschland                                                                             |
| Cuno-Kraftwerk                                            | 86el25th                             | Herdecke                                    | 1908–2004                                   | Kommunales Elektrizitätswerk „Mark“ A.G. (Elektromark)                                                | |
| Elektrizitätswerk II (Darmstadt)                          | 4,4                                  | Darmstadt, Dornheimer Weg                   | 1909–1975                                   | Stadt Darmstadt, ab 1912: Hessische Eisenbahn-A.G. (HEAG)                                             | |
| Elektrizitätswerk Goebbelgasse                            |                                      | Aachen, Goebbelgasse                        | 1908– ?                                     | Stadt Aachen                                                                                          | |
| Gemeinschaftswerk Hattingen                               | 25                                   | Hattingen, Isenbergstraße                   | 1912–1984                                   | ab 1925 VEW                                                                                           | |
| Großkraftwerk Hannover                                    | 37,5                                 | Ahlem bei Hannover                          | 1925–1950(?)                                | ab 1927 PreussenElektra                                                                               | |
| Heizkraftwerk Müllerstraße                                |                                      | München-Isarvorstadt                        | 1955–2001                                   | Stadtwerke München                                                                                    | |
| Heizkraftwerk Schwabing                                   |                                      | München-Schwabing                           | 1908–ca. 1960                               | Stadtwerke München                                                                                    | Turbinenhalle erhalten und als Fernwärme-Umformstation genutzt                                                                  |
| Hochdruckkraftwerk Scholven                               |                                      | Gelsenkirchen-Scholven                      | 1936–?                                      | | |
| Kohlekraftwerk Aschaffenburg                              | 300                                  | Aschaffenburg                               | 1952–2000                                   | E.ON (Bayernwerk)                                                                                     | auch Bahnstrom |
| Kraftwerk Bobrek                                          |                                      | Beuthen, Oberschlesien (heute Polen)        | 1923–1945                                   | Gräflich Schaffgott’sche Werke G.m.b.H.                                                               | |
| Kraftwerk Castrop-Rauxel                                  | 295                                  | Castrop-Rauxel                              | 1956–2001                                   | E.ON                                                                                                  | |
| Kraftwerk Dettingen                                       | 100                                  | Karlstein                                   | 1909–2001                                   | RWE                                                                                                   | |
| Kraftwerk Dortmund                                        | 2                                    | Dortmund                                    | 1897–2022                                   | Stadt Dortmund, ab 1925: VEW                                                                          | |
| Kraftwerk Duisburg-Hochfeld (HKW I und II)                | I: 95 II: 133                        | Duisburg-Hochfeld                           | I: 1985–2018 II: 1965–2012                  | DVV                                                                                                   | |
| Kraftwerk Elberfeld                                       | 70el198th                            | Wuppertal-Elberfeld                         | 1888–2018                                   | Bergische Elektrizitäts-Versorgungs-Gesellschaft m.b.H.                                               | |
| Kraftwerk Ensdorf                                         | 430                                  | Ensdorf                                     | 1961–2017                                   | RWE Generation                                                                                        | |
| Kraftwerk Flingern II                                     | anfangs 22, später 58                | Düsseldorf-Flingern                         | 1913–1978                                   | Stadt Düsseldorf                                                                                      | |
| Kraftwerk Franken II                                      | 400                                  | Erlangen                                    | 1967–2001                                   | E.ON                                                                                                  | |
| Kraftwerk Gneisenau                                       | 150                                  | Dortmund                                    | 1963–1990                                   | | |
| GROWAG Großkraftwerk Altwürttemberg AG                    | 2 × 15                               | Heilbronn                                   | 1923–1954                                   | GROWAG, heute EnBW, das Gebäude wird heute als Veranstaltungszentrum und Indoor-Klettergarten genutzt | |
| Kraftwerk Werdohl-Elverlingsen                            | 301                                  | Werdohl                                     | 1912–2018                                   | Mark-E                                                                                                | Kühlturm am 29. Februar 2024 gesprengt.                                                                                         |
| Kraftwerk Heegermühle                                     | 19,2                                 | Eberswalde, am Finowkanal                   | 1909–1991                                   | Märkisches Elektricitätswerk AG (MEW) / VEB Energiekombinat Frankfurt (Oder)                          | |
| Kraftwerk Hindenburg                                      |                                      | Hindenburg, Oberschlesien (heute Polen)     | 1897–1945                                   | Oberschlesische Elektricitäts-Werke (OEW)                                                             | |
| Kraftwerk Ibbenbüren Block A                              | 150                                  | Ibbenbüren                                  | 1967–1987                                   | RWE Power AG                                                                                          | |
| Kraftwerk Karnap                                          |                                      | Essen-Karnap                                | 1940– ?                                     | Rheinisch-Westfälische Elektrizitätswerke A.G. (RWE)                                                  | |
| Gemeinschaftskraftwerk Kiel                               | 354el295th                           | Kiel                                        | 1970–2019                                   | Stadtwerke Kiel AG                                                                                    | |
| Kraftwerk Gustav Knepper                                  | 360                                  | Castrop-Rauxel                              | 1971–2014                                   | Uniper Kraftwerke                                                                                     | |
| Kraftwerk Königshütte                                     |                                      | Königshütte, Oberschlesien (heute Polen)    | 1898–1945                                   | Oberschlesische Elektricitäts-Werke (OEW)                                                             | |
| Kraftwerk Kruckel                                         |                                      | Dortmund-Kruckel                            | 1908– ?                                     | erbaut durch RWE, 1908 übernommen durch VEW                                                           | |
| Kraftwerk Lahde                                           | 120                                  | Lahde                                       | 1941–2024                                   | Preußische Elektrizitäts-A.G. (PreussenElektra)                                                       | |
| Kraftwerk Lünen                                           | 507                                  | Lünen                                       | 1938 – 2018                                 | STEAG                                                                                                 | |
| Kraftwerk Marbach I                                       |                                      | Marbach am Neckar                           | 1942–1981                                   | Energie-Versorgung Schwaben (EVS), heute EnBW                                                         | |
| Kraftwerk Niederrhein                                     | 15                                   | Wesel                                       | 1910–1946                                   | RWE                                                                                                   | |
| Kraftwerk Ost-Hannover                                    | 140                                  | Alt Garge                                   | 1946–1974                                   | Hamburgische Electricitäts-Werke                                                                      | |
| Kraftwerk Reisholz                                        | 130                                  | Düsseldorf-Reisholz                         | 1909–1966                                   | RWE                                                                                                   | |
| Heizkraftwerk Berlin-Reuter                               | Block A+B: 326 Block C: 132el, 331th | Berlin-Siemensstadt                         | Block A+B: 1931 – 2000 Block C: 1969 – 2019 | bis 1997: Bewag zuletzt: Vattenfall Wärme Berlin                                                      | wird nur noch zur Fernwärmeerzeugung genutzt (Erdgas und PtH)                                                                   |
| Kraftwerk Rottweil                                        |                                      | Rottweil                                    | 1916–1976                                   | | |
| Kraftwerk Veltheim                                        |                                      | Porta Westfalica                            | 1959–2015                                   | Gemeinschaftskraftwerk Veltheim GmbH                                                                  | |
| Kraftwerk Westerholt                                      | 300                                  | Gelsenkirchen-Hassel                        | 1959–2002                                   | E.ON                                                                                                  | Sprengung am 3. Dezember 2006                                                                                                   |
| Nike-Kraftwerk Ibbenbüren                                 | 12                                   | Ibbenbüren                                  | 1912–1958                                   | Niedersächsische Kraftwerke AG (Nike), später RWE                                                     | |
| Preussag Ballastkraftwerk Ibbenbüren                      | 92                                   | Ibbenbüren                                  | 1954–1985                                   | Preussag                                                                                              | |
| RWE-„Centrale“                                            | 1,2                                  | Essen-Altenessen                            | 1899– ?                                     | Rheinisch-Westfälische Elektrizitätswerke A.G. (RWE)                                                  | |
| „Südzentrale“                                             | 1                                    | Wilhelmshaven, an der Kaiser-Wilhelm-Brücke | 1909–1993                                   | Deutsches Reich (Marinefiskus)                                                                        | |
| Westkraftwerk (Dresden)                                   |                                      | Dresden-Wilsdruffer Vorstadt                | 1900–1994                                   | Stadt Dresden                                                                                         | 1910 und 1927 erweitert |
| Kraftwerk Datteln, Block 1, Block 2, Block 3              | 95 113                               | Datteln                                     | 1964–2014 1965 – 2014 1969 – 2014           | E.ON Kraftwerke GmbH                                                                                  | |
| Kraftwerk Voerde                                          | 2030                                 | Voerde                                      | 1971–2017                                   | STEAG                                                                                                 | im Rückbau. Kühlturm am 3. Dezember 2023 gesprengt.                                                                             |
| Kraftwerk der Frankfurt-Offenbacher Trambahn-Gesellschaft | 0,19                                 | Oberrad                                     | 1884–1906                                   | Frankfurt-Offenbacher Trambahn-Gesellschaft                                                           | |
| Kraftwerk Ibbenbüren Block B                              | 794                                  | Ibbenbüren                                  | 1985/2009–2021                              | RWE Generation                                                                                        | |
| Kraftwerk Westfalen                                       | 764                                  | Hamm-Schmehausen                            | 2014–2021                                   | RWE Generation                                                                                        | |
| Kraftwerk Farge                                           | 350                                  | Bremen-Farge                                | Altwerk: 1924–1980 Block 1: 1969–2024       | Onyx Power Assets GmbH                                                                                | |
| Kraftwerk Mehrum                                          | 750                                  | Hohenhameln                                 | 1979–2024                                   | Kraftwerk Mehrum GmbH                                                                                 | Aschesilos am 26. Oktober 2024 gesprengt                                                                                        |
| Kraftwerk Wilhelmshaven (Uniper)                          | 757                                  | Wilhelmshaven                               | 1976–2021                                   | Uniper Kraftwerke GmbH                                                                                | |
| Kohlekraftwerk Moorburg                                   | 1730                                 | Hamburg-Moorburg                            | 2015–2021                                   | Vattenfall Europe GmbH                                                                                | |

### Braunkohle
| KW-Name                                                      | Leistung in MW    | Standort                                                 | Betriebszeit – Bemerkungen | Höhe der Kamine in m      | Betreiber |
| ------------------------------------------------------------ | ----------------- | -------------------------------------------------------- | --- | ------------------------- | --- |
| Kraftwerk Brottewitz                                         | 26                | Mühlberg/Elbe                                            | 1991–2019; Eigenstromversorgung und Dampfversorgung für Zuckerfabrik |                           | Südzucker AG |
| Kraftwerk Harbke                                             | 147,5             | Harbke                                                   | 1909–1990, VEB Energiekombinat Magdeburg | 1 × 130 1 × ?             | Braunschweigische Kohlen-Bergwerke (1915–1952) bzw. VEB Energiekombinat Magdeburg (1952–1990)                                                                |
| Bahnkraftwerk Muldenstein                                    | 11,3              | Muldenstein                                              | 1912–12. November 1994, Bahnstrom-Kraftwerk | 3 × 103                   | Deutsche Reichsbahn bzw. Deutsche Reichsbahn (DR) |
| Kraftwerk Süd                                                | 230               | Bitterfeld (Sachsen-Anhalt)                              | 1915–1990, 300 m lange Maschinenhalle, Gesamtkohleverbrauch: 170.000.000 t (entspricht 70.833 Kohlezüge je 240 t), erzeugte Elektroenergie von 1915–1988: 73.639.980.650 kWh | 2 × 145, 4 × 88           | 1915–1945 Griesheimer Chemische Fabrik Elektron AG, 1946–1969 VEB Elektrochemisches Kombinat Bitterfeld (EKB), 1969–1990 VEB Chemiekombinat Bitterfeld (CKB) |
| Braunkohlenwerk „Stadt Görlitz“                              | 1.103             | bei Kohlfurt (Niederschlesien) (heute: Węgliniec, Polen) | 1895–1920, 3 × 500 PS |                           | |
| Elektrizitätswerk Niederlößnitz                              | 0,34              | Wahnsdorf, heute Radebeul (Lößnitzgrund)                 | 1895–1928 und 1945–1962, 1896: 2 × 250-PS-Dampfmaschinen |                           | Elektrizitätswerk Niederlößnitz (Gemeindeverband), ab 1920 Elektrizitätsverband Gröba                                                                        |
| Kraftwerk Auma                                               |                   | Auma                                                     | 1910–1970 |                           | Elektrizitätswerk des Elstertales e. G. m. b. H; ab 1954 VEB Energieversorgung Gera                                                                          |
| Lossewerk                                                    |                   | Kassel-Bettenhausen                                      | 1912–1966, danach zum Müllheizkraftwerk Kassel umgerüstet |                           | |
| Elektrizitätswerk Kleinsaubernitz                            | 0,441             | Malschwitz-Kleinsaubernitz                               | 1912–1927/1930, 2 × 300 PS |                           | Oberlausitzer Braunkohlen-Akt.-Ges. |
| Kraftwerk Fortuna I                                          |                   | Fortunagrube bei Bergheim-Oberaußem                      | 1912–1965 |                           | Rheinische Elektrizitätswerke im Braunkohlenrevier A.G. (REW)                                                                                                |
| Kraftwerk Großkayna                                          |                   | Braunsbedra-Großkayna                                    | 1920–1972 |                           | Elektrizitätswerk Sachsen-Anhalt A.G. (Esag), später VEB Energiekombinat Halle                                                                               |
| Kraftwerk Zschornewitz                                       | 597               | Zschornewitz                                             | 1915–1998, 1. Juli 1992 Dampfkraftwerk stillgelegt / 31. Dezember 1998 Gasturbinenkraftwerke stillgelegt                                                                     | 2 × 100                   | Elektrowerke A.G. (EWAG), VEB Kraftwerke „Elbe“, später VEAG, heute Vattenfall Europe                                                                        |
| Kraftwerk Halle-Trotha (Altwerk) (auch „Rudolf Breitscheid“) | 40 (ursprünglich) | Halle (Saale)                                            | 1926–1993 |                           | zuletzt Energieversorgung Halle |
| Kraftwerk Arzberg                                            | 89+107(+220)+130  | Arzberg                                                  | 1915–2003, der 220 MW-Block wurde mit Erdgas betrieben | 193                       | BELG / EVO / EON Bayern |
| Kraftwerk Lauta                                              | 173 [(1938)]      | Lauta                                                    | 1917–1990, erbaut zur Energieversorgung des „Lautawerks“ (Aluminiumhütte) |                           | Vereinigte Aluminium-Werke A.G. (VAW), dann Mitteldeutsche Kraftwerk A.G., seit 1919: Elektrowerke A.G. (EWAG)                                               |
| Grosskraftwerk Trattendorf                                   | 160,5             | Trattendorf                                              | 1918–1945 (Demontage als Reparation) |                           | Niederlausitzer Kraftwerke A.G., seit 1919: Elektrowerke A.G. (EWAG)                                                                                         |
| Kraftwerk Fortuna II                                         |                   | Fortunagrube bei Bergheim-Oberaußem                      | 1922–1988 | 73                        | Rheinische Elektrizitätswerke im Braunkohlenrevier A.G. (REW), später: RWE                                                                                   |
| Kraftwerk Finkenheerd                                        | 270el (96)el      | Brieskow-Finkenheerd, am Brieskower See                  | 1923–1992 (Änderung Maschinenbestand durch Demontage und Maschinenschaden)                                                                                                   | 6 × 110 / 125             | Märkisches Elektrizitätswerk (MEW) / VEB Energiekombinat Frankfurt (Oder)                                                                                    |
| Großkraftwerk Main-Weser                                     | 32el 356th        | Borken (Hessen)                                          | 1923–1991 | 100 und 160               | Gewerkschaft Großkraftwerk Main-Weser, später: Preußische Elektrizitäts-A.G. (PreußenElektra)                                                                |
| Kraftwerk Plessa                                             | 54                | Plessa                                                   | 1927–1992, 1946 Demontage von Turbine 4 (20 MW) als Reparationsleistung | 115,2 / 120               | Elektrizitätsverband Gröba / Elster |
| „Y-Kraftwerk“                                                |                   | Leverkusen                                               | 1936–1986(?), vom Bautyp der „schornsteinlosen Kraftwerke“ (Kraftwerks-Ingenieur Karl Hencky)                                                                                |                           | I.G. Farbenindustrie A.G., nach 1945 Bayer A.G. |
| Kraftwerk Vockerode                                          | 576               | Vockerode                                                | 1937–1994, 432 MW Braunkohle und 144 MW Gas/Öl | 140                       | VEB Kraftwerke „Elbe“, VEAG, heute Vattenfall Europe |
| Kraftwerk Oberlausitz                                        |                   | Neusalza-Spremberg                                       | 1898– ? |                           | |
| Kraftwerk Espenhain                                          | 450               | Espenhain                                                | 1942–1990/1996 |                           | A.G. Sächsische Werke, seit 1940: A.G. für Kraftstoff-Anlagen (AKA), nach 1945 Deutsch-Sowjetische A.G. Sächsische Werke                                     |
| Kraftwerk Trattendorf Werk I und III                         | 450               | Trattendorf                                              | 1954–1996 |                           | LAUBAG |
| Kraftwerk Hagenwerder                                        | 1500              | Görlitz-Hagenwerder                                      | 1958–1997, 4 × 75, 2 × 100, 2 × 500 | 4 × 75, 1 × 100, 1 × 250  | VEAG, heute Vattenfall Europe |
| Altkraftwerk Lippendorf                                      | 600el 550th       | Neukieritzsch-Lippendorf                                 | 1968–2000, 4 × 100 + 4 × 50 | 300                       | VEAG, heute Vattenfall Europe |
| Kraftwerk Lübbenau                                           | 1300              | Lübbenau                                                 | 1959–1994, Werk I 6 × 50 MW, II 6 × 100 MW, III 4 × 100 MW (2010 letzter Block gesprengt)                                                                                    | 7 × 140                   | VEAG |
| Kraftwerk Mumsdorf                                           | 60 (netto)        | Mumsdorf                                                 | 1968 – 2013 |                           | Mibrag |
| Kraftwerk Thierbach                                          | 840               | Kitzscher-Thierbach                                      | 1969–1999, 4 × 210 MW | 300                       | VEAG, heute Vattenfall Europe |
| Kraftwerk Vetschau                                           | 1200              | Vetschau                                                 | 1964–1996, 12 × 100 MW |                           | VEAG |
| Kraftwerk Hirschfelde                                        | 330               | Zittau-Hirschfelde                                       | 1911–1992 |                           | VEAG |
| Kraftwerk Wölfersheim                                        | 124               | Wölfersheim, Wetterauer Revier, Hessen                   | 1913–1991 |                           | HEFRAG (100%ige Tochter der PreußenElektra) |
| Kraftwerk Schwandorf                                         |                   | Schwandorf-Dachelhofen, Oberpfälzer Revier, Bayern       | 1930–2002 | 235                       | Bayerische Braunkohle-Industrie AG (BBI) |
| Heizkraftwerk Nossener Brücke                                |                   | Dresden-Löbtau                                           | 1965–1993, 1995 durch GuD-Neubau ersetzt |                           | DREWAG – Stadtwerke Dresden GmbH |
| Heizkraftwerk Mitte                                          |                   | Dresden-Wilsdruffer Vorstadt                             | |                           | |
| Heizkraftwerk Guben                                          |                   | Guben                                                    | 1964–2001 | 130                       | VEB Chemiefaserwerk Guben |
| Kraftwerk Goldenberg                                         | 40                | Hürth 50° 51′ 40,5″ N, 006° 50′ 07,3″ O                  | 1905–2015, Weiterhin Dampflieferung für angrenzenden Chemiepark und Papierhersteller                                                                                         | 110                       | RWE Power |
| Heizkraftwerk Eisenhüttenstadt                               | 23,2              | Eisenhüttenstadt                                         | 1957–1996 | 1 × 60                    | VEB Energiekombinat Frankfurt (Oder) bis 1990, danach Oder-Spree-Energieversorgung AG (OSE)                                                                  |
| Kraftwerk Buschhaus                                          | 392               | Schöningen                                               | 1985–2020 | 307                       | Braunschweigische Kohlen-Bergwerke AG (BKB) bis 2013, danach Helmstedter Revier GmbH                                                                         |
| Industriekraftwerk Deuben                                    | 86                | Deuben                                                   | 1936–2021 |                           | MIBRAG |
| Kraftwerk Frimmersdorf                                       | 635               | Frimmersdorf                                             | 1926–1964(Frimmersdorf I), 1955–2021(Frimmersdorf II) | 3 × 160, 1 × 200, 1 × 116 | RWE Power |
| Heizkraftwerk Chemnitz-Nord                                  | 151el305th        | Chemnitz                                                 | 1957–2024 | 302                       | Eins Energie in Sachsen |

### Sonstige
| KW-Name                                           | Leistung in MW  | Energieträger                                                                            | Standort             | Betriebszeit – Bemerkungen                        | Höhe der Kamine | Betreiber                                                      |
| ------------------------------------------------- | --------------- | ---------------------------------------------------------------------------------------- | -------------------- | ------------------------------------------------- | --------------- | -------------------------------------------------------------- |
| Kaiser-Wilhelm-Schacht (Clausthal-Zellerfeld)     | 4,5             | Wasser                                                                                   | Clausthal-Zellerfeld | 1912–1980 (stillgelegt)                           |                 |                                                                |
| Ottiliae-Schacht (Clausthal-Zellerfeld)           | 1,5             | Wasser                                                                                   | Clausthal-Zellerfeld | 1912–1980 (stillgelegt)                           |                 |                                                                |
| Heizkraftwerk Bochum                              | 21              | Erdgas                                                                                   | Bochum               | 2004 – 2018                                       |                 | RWE Generation SE                                              |
| Dieselkraftwerk Cottbus                           |                 | Diesel                                                                                   | Cottbus              | 1928–1959                                         |                 | Stadt Cottbus                                                  |
| Bahnstrom-Wärme-Kraftwerk Frankfurt am Main       | 12              | Elektroenergie (Bahnstrom: 16 2/3 Hz) (diente dem Heizen bahneigener Bauten und Objekte) | Frankfurt am Main    | 1966–?; Grundstücksverkauf: 2009; abgerissen 2015 |                 | DB Energie                                                     |
| Heizkraftwerk Freimann                            | 160             | Erdgas (2 GT)                                                                            | München              | 1974 – 2015                                       |                 | Stadtwerke München                                             |
| Kraftwerk Schilling (Hollern-Twielenfleth)        |                 | Öl                                                                                       | Hollern-Twielenfleth | 1962– ? (stillgelegt)                             | 220 m           | Nordwestdeutsche Kraftwerke AG (Hamburg)                       |
| Kraftwerk Meppen-Hüntel                           | 627 (brutto)    | Gas                                                                                      | Meppen               | 1974–2000                                         | 140 m           | RWE                                                            |
| Gasturbinenkraftwerk Brunsbüttel                  | 256 (brutto)    | Heizöl                                                                                   | Brunsbüttel          | 1973 – 2017                                       |                 | Vattenfall Europe GmbH                                         |
| Heizkraftwerk Oberhausen-Sterkrade (HKW 2)        | 25 (brutto)     | Erdgas                                                                                   | Oberhausen           | 1996–2019                                         |                 | Energieversorgung Oberhausen AG                                |
| Gaskraftwerk Moorburg                             | 1000            | Gas                                                                                      | Hamburg-Moorburg     | 1974–2001, 2004 gesprengt                         | 256 m           | HEW, heute Vattenfall Europe                                   |
| Gasturbinenkraftwerk Moorburg                     | 152             | Heizöl EL                                                                                | Hamburg-Moorburg     | 1980–2009                                         |                 | Vattenfall Europe GmbH                                         |
| Kraftwerk Pleinting                               | 725 (300 + 425) | Heizöl EL                                                                                | Pleinting            | 1968–2011 (stillgelegt)                           | 180 m           | E.ON                                                           |
| Torfkraftwerk Rühle                               | 6,6             | Torf                                                                                     | Meppen-Rühle         | 1929–1974 (stillgelegt)                           |                 | Siemens                                                        |
| Städtisches Elektrizitätswerk (Schwerin)          |                 | Gas/Diesel                                                                               | Schwerin             | 1904–1967                                         |                 | Stadt Schwerin                                                 |
| Dieselmotoren-Betriebskraftwerk (Sömmerda)        |                 |                                                                                          | Sömmerda             | 1912–?                                            |                 | Rheinische Metallwaren- und Maschinenfabrik A.G. (Rheinmetall) |
| Torfkraftwerk Wiesmoor                            | 13              | Torf                                                                                     | Wiesmoor             | 1909–1966 (stillgelegt und abgerissen)            |                 | Siemens, dann Nordwestdeutsche Kraftwerke AG                   |
| Kavernenkraftwerk Drei-Brüder-Schacht (Oberwerk)  |                 |                                                                                          | Zug (Freiberg)       | 1914–1948, 1953–1972                              |                 |                                                                |
| Kavernenkraftwerk Drei-Brüder-Schacht (Unterwerk) |                 |                                                                                          | Zug (Freiberg)       | 1924–1951, 1953–1969                              |                 |                                                                |

## Kernkraftwerke
| KW-Name                              | Leistung in MW | Reaktortyp/ -baureihe | Standort                 | Betriebszeit – Bemerkungen | Betreiber                                                                              |
| ------------------------------------ | -------------- | --------------------- | ------------------------ | --- | -------------------------------------------------------------------------------------- |
| Kernkraftwerk Greifswald             | 2200           | WWER-440              | Lubmin                   | 4 × -/230 + 1 × -/213, 1974–1989 | VE Kombinat Kernkraftwerke Bruno Leuschner Greifswald, Rückbau durch Energiewerke Nord |
| Kernkraftwerk Rheinsberg             | 70             | WWER-70               | Rheinsberg               | Das erste von der ehemaligen Sowjetunion im Ausland errichtete Kernkraftwerk und erster wirtschaftlich betriebener Kernreaktor der DDR, 1966–1990 | VE Kombinat Kernkraftwerke Bruno Leuschner Greifswald, Rückbau durch Energiewerke Nord |
| AVR (Jülich)                         | 15             | HTR                   | Jülich                   | erster deutscher Hochtemperaturreaktor, 1969–1988                                                                                                 | Arbeitsgemeinschaft Versuchsreaktor GmbH, Rückbau durch Energiewerke Nord              |
| Kernkraftwerk Großwelzheim           | 25             | Heißdampfreaktor -SWR | Karlstein am Main        | Versuchsreaktor, 1970/1971 | Forschungszentrum Karlsruhe                                                            |
| Kernkraftwerk Kahl                   | 16             | SWR                   | Karlstein am Main        | 1. deutsches KKW (Versuchsreaktor), 1961–1985 | Versuchskernkraftwerk Kahl GmbH, jetzt RWE und Bayernwerk                              |
| KNK Karlsruhe                        | 21             | Brutreaktor           | Eggenstein-Leopoldshafen | Natriumgekühlter Kernreaktor, 1979–1991 | Kernkraftwerk-Betriebsgesellschaft MBH                                                 |
| Kernkraftwerk Lingen                 | 268            | SWR                   | Lingen                   | 82 MW aus einem fossilen Überhitzer, 1969–1979 | VEW, jetzt RWE                                                                         |
| Kernkraftwerk Mülheim-Kärlich        | 1302           | DWR                   | Mülheim-Kärlich          | wegen fehlerhafter Baugenehmigung stillgelegt, 1987/1988                                                                                          | Société Luxembourgeoise de Centrales Nucléaires, Tochterunternehmen der RWE            |
| Mehrzweckforschungsreaktor Karlsruhe | 58             | DWR                   | Eggenstein-Leopoldshafen | Testanlage für DWR, 1965–1985 | Forschungszentrum Karlsruhe                                                            |
| Kernkraftwerk Niederaichbach         | 100            | Druckröhrenreaktor    | Niederaichbach           | Kohlendioxid-gekühlt und mit Schwerwasser moderiert, 1973/1974                                                                                    | Bayernwerk AG                                                                          |
| Kernkraftwerk Obrigheim              | 357            | DWR                   | Obrigheim                | leichtwassermoderiert, 1969–2005 | EnBW                                                                                   |
| Kernkraftwerk Stade                  | 672            | DWR                   | Hollern-Twielenfleth     | 1972–2003 | E.ON und Vattenfall                                                                    |
| Kernkraftwerk THTR-300               | 308            | HTR                   | Schmehausen              | 1987/1988 | HKG                                                                                    |
| Kernkraftwerk Würgassen              | 670            | SWR                   | Beverungen-Würgassen     | Stilllegung wegen technischer Mängel, 1971–1994                                                                                                   | PreussenElektra, jetzt E.ON                                                            |
| Kernkraftwerk Krümmel                | 1402           | SWR                   | Geesthacht-Krümmel       | seit 2007 nach Störfall außer Betrieb, Stilllegung im Zuge der Energiewende, 1984–2011                                                            | Vattenfall und E.ON                                                                    |
| Kernkraftwerk Brunsbüttel            | 806            | SWR                   | Brunsbüttel              | seit 2007 nach Störfall außer Betrieb, Stilllegung im Zuge der Energiewende, 1977–2011                                                            | Vattenfall und E.ON                                                                    |
| Kernkraftwerk Biblis                 | 2525           | DWR                   | Biblis                   | 2 Reaktoren, 1225 MW und 1300 MW brutto, Stilllegung im Zuge der Energiewende, 1975/77–2011                                                       | RWE                                                                                    |
| Kernkraftwerk Unterweser             | 1410           | DWR                   | Stadland                 | Stilllegung im Zuge der Energiewende, 1979–2011                                                                                                   | E.ON                                                                                   |
| Kernkraftwerk Grafenrheinfeld        | 1345           | DWR                   | Grafenrheinfeld          | Stilllegung im Zuge der Energiewende, 1982–2015                                                                                                   | E.ON                                                                                   |
| Kernkraftwerk Gundremmingen B        | 1284           | SWR                   | Gundremmingen            | Stilllegung im Zuge des Atomausstiegs, Block B von 1984 bis 2017                                                                                  | RWE Power                                                                              |
| Kernkraftwerk Phillipsburg 2         | 1402           | DWR                   | Philippsburg             | Stilllegung im Zuge des Atomausstiegs, Block 2 von 1985 bis 2019                                                                                  | EnBW Kernkraft GmbH                                                                    |

## Kraftwerksstilllegungsanzeigen (Stilllegungsliste)
Die Bundesnetzagentur führt neben einer Liste der Bestandskraftwerke zusätzlich eine Liste zum erwarteten Zu- und Rückbau von Kraftwerken. In der Liste der Bundesnetzagentur werden sowohl die geplanten als auch die bereits erfolgten vorläufigen und endgültigen Stilllegungen aufgeführt.